# 복서 (장갑차)
복서(영어: Boxer)는 크라우스-마페이 베그만과 라인메탈의 합작 회사인 ARTEC GmbH(Armoured Vehicle Technology GmbH)에서 개발한 다용도 병력 수송 장갑차이다. 모듈화된 설계로 인해 필요에 따라 다양한 모듈을 결합하여 사용할 수 있는 것이 특징이다.

## 개발
복서의 개발은 1994년 독일과 프랑스가 공동 개발과 획득 계획을 수립하면서 시작되었다. 이어 1995년 영국이 이에 협력하였고, 1997년 네덜란드가 참관국 자격으로 합류했다. 그러나 1999년 프랑스가 탈퇴하면서 컨소시엄의 구성이 달라졌고 현재의 ARTEC이 설립되었다. 2001년에는 네덜란드가 완전히 합류하게 되었고 2002년 첫 번째 프로토타입이 생산되었다. 그러나 2003년 영국이 탈퇴하여 독자적으로 FRES(Future Rapid Effect System)를 개발하게 되었다.
2006년 독일과 네덜란드는 각각 272대와 200대의 복서를 구매하기로 결정했고 2009년 최초의 복서 양산품이 독일과 네덜란드군에 인도되었다. 독일군은 2011년 최초로 복서를 아프가니스탄에 배치하였다.

## 성능

### 방호
복서는 세라믹과 철이 혼합된 다층 구조의 장갑을 장착하고 있으며 차체 상, 하부를 포함한 전 방향에서 중기관총이나 중간 정도의 기관포, 그리고 포탄 파편을 방호할 수 있다. 또한 생존성을 높이기 위해 내부에 파편 방지용 라이너가 덮여져 있고, 여러 번의 피격에도 견딜 수 있으며 피격 후에도 이탈할 수 있도록 충분한 기동성이 남게 되어 있다. 또한 IED와 대전차 지뢰에 대한 방호기능이 있으며 보다 방어력을 향상시킬 수 있는 추가 키트의 장착 역시 가능하다. 또한 적에게 잘 탐지되지 않도록 스텔스 및 저소음, 저탐지 설계를 하였다.

### 적재
복서는 내부에 14m3의 적재 공간이 있으며 의무 장갑차 모듈의 경우 최대 17.5m3의 용적을 가진다. 최대 8t의 모듈까지 장착 가능하며 이는 기동성과 방호력의 손실 없이 가능한 최대 중량이다.

### 기동성
MTU의 8기통 530kW 엔진을 장착하였고 8개의 바퀴에 각각 독립적인 유기압 서스펜션을 장착하였다. 최대 60%의 경사를 오를 수 있고 2m 폭의 참호와 0.8m 높이의 수직장애물을 통과할 수 있다. 또한 에어버스 A400M 수송기를 통해 공중 수송이 가능하다.

### 모듈화
복서는 주행 모듈과 임무 모듈 2가지로 모듈화되어 있다. 하나의 여러 가지 임무 모듈을 바꿔 가며 장착할 수 있어 다목적으로 사용 가능하며, 다른 모듈로 교체하는데 30분밖에 소요되지 않는다. 현재 9가지 임무 모듈이 개발되어 있으며 그 종류는 다음과 같다.
- 병력 수송 장갑차
 독일 - 125
8명의 병력을 수송할 수 있으며, 40mm 유탄발사기 또는 12.7mm 중기관총이 장착되어 있다.
- 공병 수송 장갑차
 네덜란드 - 41
6명의 공병 인원과 장비를 수송할 수 있으며, 무장은 APC 모듈과 같다.
- 의무 장갑차
 독일 - 72
 네덜란드 - 58
다른 모듈에 비해 높이가 증가해 내부 용적이 증가하였으며, 부상자를 앉혀 수송할 시 7명, 눕혀 수송할 시 3명까지 수송 가능하다. 무장은 장착되어 있지 않다.
- 전투 손상 복구 차량
2명의 정비 인원과 장비를 적재할 수 있으며 무장은 APC 모듈과 동일하다. 현재 이 모듈을 도입한 국가는 없다.
- 수송 장갑차
 네덜란드 - 41
최대 2t의 화물을 운송할 수 있다.
- 수송 지휘 장갑차
 네덜란드 - 19
1.5t의 화물과 최대 3명의 인원을 수송할 수 있으며 지휘소 역할을 할 수 있게 설계되었다. 대신 부상자 1명을 수송할 수도 있다.
- 지휘 장갑차
 독일 - 65
 네덜란드 - 55
최대 3명의 지휘소 인원을 수송할 수 있으며 각종 비화 통신장비 및 C4I 장비를 장착할 수 있다.
- 주행 교육 장갑차
 독일 - 10[3]
조종수의 주행 교육을 위해 제작되었으며 4명의 인원이 탑승할 수 있다. 내부에서 밖을 보기 쉽도록 넓은 창문이 있으며, 사고를 대비한 추가적인 안전 장치가 있다.
- 보병 전투 차량
랜스 포탑 시스템을 장착한 형태로 8명의 병력을 수송할 수 있으며, 30mm MK 30-2/ABM 기관포와 7.62mm MG3 기관총을 장착하고 있다. 랜스 포탑은 2명이 운용하는 유인 포탑과 원격 조종되는 무인 포탑 2종류가 가능하다. 또한 포탑 여기 복서 자체와 마찬가지로 고도로 모듈화되어 있어 임무에 따라 유연하게 대응할 수 있다.

## 참고 문헌
1. ↑  “보관된 사본”. 2012년 11월 13일에 원본 문서에서 보존된 문서. 2012년 11월 11일에 확인함.
2. ↑  http://www.army-technology.com/projects/mrav/
3. ↑  “보관된 사본”. 2012년 11월 26일에 원본 문서에서 보존된 문서. 2012년 11월 11일에 확인함.

- ARTEC 웹사이트
- 복서 브로슈어 보관됨 2011-09-13 - 웨이백 머신